# Мевалоновая кислота
Мевало́новая кислота (3,5-дигидрокси-3-метилвалериановая кислота) — бесцветные, растворимые в воде кристаллы, существует в виде двух энантиомеров. (R)-мевалоновая кислота является одним из ключевых органических кислот — метаболитов, предшественником в биосинтетическом пути, известным также как мевалонатный путь, ведущим к образованию терпенов и стероидов.
Образуется путём восстановления 3-гидрокси-3-метилглутарил-CoA двумя молекулами NADPH + H+. Является предшественником изопентенилпирофосфата.
Молекула мевалоновой кислоты хиральна. Биологически активен только 3R-энантиомер. В организме человека и высших растений есть специальный фермент фосфомевалонаткиназа, который фосфорилирует этот энантиомер.
Мевалоновая кислота представляет собой маслянистую жидкость, хорошо растворима в воде и органических растворителях (особенно полярных). В водном растворе существует в равновесии с циклической формой, именуемой мевалолактон. Она образуется путём конденсации концевых гидроксильной и карбоксильной групп.

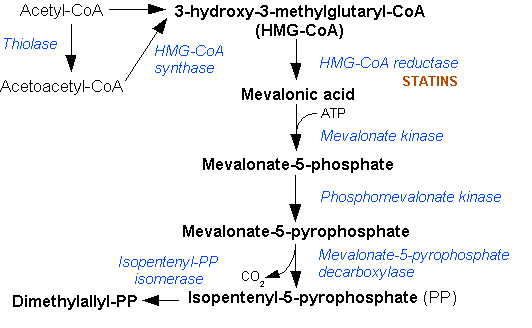
Мевалонатный путь